# کریشما کپور
کریشما کپور (زادهٔ ۲۵ ژوئن ۱۹۷۴) بازیگر هندی سینمای بالیوود است. او چندین جایزه از جمله یک جایزه ملی فیلم و چهار جایزه فیلم فیر از هشت نامزدی خود دریافت کرده است.او از محبوب‌ترین بازیگران بالیوود است.

## زندگی
وی در خانوادهٔ زاده شدکه نسل اندر نسل هنرپیشه بوده‌اند کریشما نوهٔ بازیگر بزرگ هند راج کپور است. سوپراستار کنونی سینمای هند یعنی کارینا کپور نیز خواهر کریشما است.
کپور در سن ۱۷ سالگی و در سال ۱۹۹۱ کار بازیگری را آغاز نمود و اولین فیلمش را بازی کرد. پس از آن در فیلم‌های تجاری بسیاری ظاهر شد. در سال ۱۹۹۶ نخستین جایزه اش را به خاطر بازی در فیلم راجا هندوستانی بدست آورد. از جمله فیلم‌های وی می‌توان به دل دیوانه است اشاره کرد. او همچنین در فیلم جانور هم بازی کرده‌است.

## جوایز
وی تا به حال نامزد۲۴جایزه از جشنواره های مختلف فیلم شده است که توانسته از ۲۰ جایزه را از آن خود کند

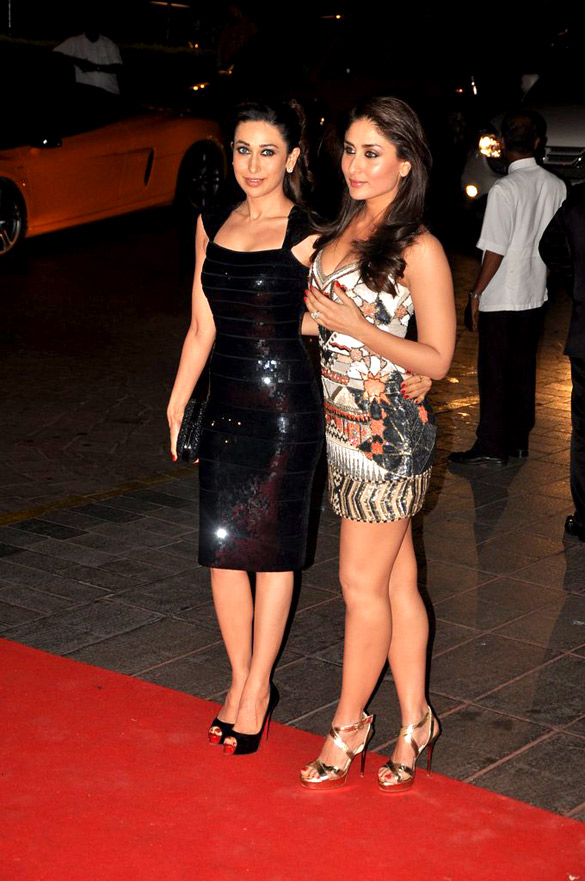
همراه با خواهرش کارینا کپور خان در سال ۲۰۱۲

## فیلم‌شناسی
| سال  | نام فیلم                   | نقش                    | بازیگرنقش‌مقابل         | جوایز و افتخارات                                                                              |
| ---- | -------------------------- | ---------------------- | ---------------------- | --------------------------------------------------------------------------------------------- |
| ۱۹۹۱ | زندانی عشق                 | نیلیما                 |                        |                                                                                               |
| ۱۹۹۲ | افسر پلیس                  | بیجالی                 | جکی شروف               |                                                                                               |
| ۱۹۹۲ | رویاهای ساجن               | جیوتی                  | جکی شروف               | نامزد جایزه فیلم فیر برای بهترین چهره تازه وارد                                               |
| ۱۹۹۲ | ناجی                       | شالو                   | سلمان خان              |                                                                                               |
| ۱۹۹۲ | هدف                        | پایال                  | سلمان خان              |                                                                                               |
| ۱۹۹۲ | دیدار                      | ساپنا                  | آکشی کومار             |                                                                                               |
| ۱۹۹۲ | جگر                        | سومن                   | اجی دیوگن              |                                                                                               |
| ۱۹۹۳ | نیرومند                    | پریا                   | اجی دیوگن              |                                                                                               |
| ۱۹۹۳ | ثروتمند                    | آنجلی                  | اجی دیوگن              |                                                                                               |
| ۱۹۹۳ | تقلا                       | مادو                   | اجی دیوگن              |                                                                                               |
| ۱۹۹۳ | ساده‌لوح                    | راجناندینی             |                        |                                                                                               |
| ۱۹۹۳ | مقابله                     | کریشما                 | گوویندا                |                                                                                               |
| ۱۹۹۴ | این نور جادویی قلب         | آنجلی حضور افتخاری     | سیف علی خان            |                                                                                               |
| ۱۹۹۴ | هر کسی سبک خود را دارد     | کریشما/راوینا          | سلمان خانعامر خان      |                                                                                               |
| ۱۹۹۴ | عزیز دل                    | پریا                   | گوویندا                |                                                                                               |
| ۱۹۹۴ | غدار                       | پوجا                   | گوویندا                |                                                                                               |
| ۱۹۹۴ | شوهر                       | پوجا                   | اجی دیوگنآکشی کومار    |                                                                                               |
| ۱۹۹۴ | قدرت عشق                   | کریشما/گوری            | گوویندا                |                                                                                               |
| ۱۹۹۴ | سبک                        | جایا                   | آنیل کپور              |                                                                                               |
| ۱۹۹۴ | آتش                        | پوجا                   | سانجی دات              |                                                                                               |
| ۱۹۹۴ | راجا بابو                  | مادو                   | گوویندا                |                                                                                               |
| ۱۹۹۴ | گوپی کیشان                 | بارخا                  | سونیل شتی              |                                                                                               |
| ۱۹۹۵ | جواب                       | سومن                   |                        |                                                                                               |
| ۱۹۹۵ | باربر درجه ۱               | مالتی                  | گوویندا                |                                                                                               |
| ۱۹۹۵ | میدان جنگ                  | تالسی                  | آکشی کومار             |                                                                                               |
| ۱۹۹۶ | عروسک گناهکار              | کریشما                 |                        |                                                                                               |
| ۱۹۹۶ | راجا هندوستانی             | آرتی                   | عامر خان               | برنده جایزه فیلم فیر برای بهترین بازیگر زن                                                    |
| ۱۹۹۶ | اجی                        | مانوراما               | سانی دئول              |                                                                                               |
| ۱۹۹۶ | کریشنا                     | راشمی                  | سونیل شتی              |                                                                                               |
| ۱۹۹۶ | عزیزم بریم خونه بابام      | پوجا                   | گوویندا                |                                                                                               |
| ۱۹۹۶ | محافظ                      | سومن                   | سونیل شتی              |                                                                                               |
| ۱۹۹۶ | پیروزی                     | کاجال                  | سلمان خانسانی دئول     |                                                                                               |
| ۱۹۹۶ | پسر شایسته                 | پوجا                   | آکشی کومارسونیل شتی    |                                                                                               |
| ۱۹۹۷ | خون دو رنگ دارد            | هینا                   | آکشی کومار             |                                                                                               |
| ۱۹۹۷ | رأی‌دهنده                   | رینو                   | آمیتاب باچان           |                                                                                               |
| ۱۹۹۷ | قهرمان شماره ۱             | مینا                   | گوویندا                |                                                                                               |
| ۱۹۹۷ | دوقلوها                    | مالا شارما             | سلمان خان              |                                                                                               |
| ۱۹۹۷ | دل دیوانه است              | نیشا                   | شاهرخ خانآکشی کومار    | برنده جایزه فیلم فیر برای بهترین بازیگر نقش مکمل زن                                           |
| ۱۹۹۹ | همسر شماره ۱               | پوجا                   | سلمان خان              | نامزد جایزه فیلم فیر برای بهترین بازیگر زن                                                    |
| ۱۹۹۹ | جانور                      | ساپنا                  | آکشی کومار             |                                                                                               |
| ۱۹۹۹ | سلسله عشق                  | وانیشکا                |                        |                                                                                               |
| ۱۹۹۹ | خانم خوشگله قبول میکنه     | ریتو ورما              | گووینداسانجی دات       |                                                                                               |
| ۱۹۹۹ | ما با هم هستیم             | ساپنا                  | سلمان خانسیف علی خان   |                                                                                               |
| ۲۰۰۰ | عروس را با خود خواهم برد   | ساپنا                  | سلمان خان              |                                                                                               |
| ۲۰۰۰ | فضا                        | فضا                    | ریتیک روشن             | برنده جایزه فیلم فیر برای بهترین بازیگر زن                                                    |
| ۲۰۰۰ | شکارچی                     | راوال                  | گوویندا                |                                                                                               |
| ۲۰۰۰ | بریم برادر                 | ساپنا                  | سلمان خانسانجی دات     |                                                                                               |
| ۲۰۰۰ | من دوست دارم               | گیتا                   | بابی دئول              |                                                                                               |
| ۲۰۰۱ | یک رابطه:زنجیرعشق          | نیشا                   | آکشی کومارآمیتاب باچان |                                                                                               |
| ۲۰۰۱ | زبیدا                      | زبیدا                  |                        | نمازد جایزه فیلم فیر برای بهترین بازیگر زن-برنده جایزه منتقدان فیلم فیر برای بهترین بازیگر زن |
| ۲۰۰۱ | عاشق                       | پوجا                   | بابی دئول              |                                                                                               |
| ۲۰۰۲ | بله من به خوبی عاشق بودم   | پوجا                   | آکشی کومارآبیشک باچان  |                                                                                               |
| ۲۰۰۲ | رابطه                      | کمل                    | آنیل کپور              |                                                                                               |
| ۲۰۰۲ | قدرت                       | ناندینی                | شاهرخ خان              | نامزد جایزه فیلم فیر برای بهترین بازیگر زن                                                    |
| ۲۰۰۳ | شاهین: یک پرنده در خطر است | نها                    | سونیل شتیجکی شروف      |                                                                                               |
| ۲۰۰۶ | شریک زندگی من              | ناتاشا                 | آکشی کومار             |                                                                                               |
| ۲۰۰۷ | ام شنتی ام                 | حضور افتخاری           |                        |                                                                                               |
| ۲۰۱۱ | بادیگارد                   | چایافقط صدا            | سلمان خان              |                                                                                               |
| ۲۰۱۲ | عشق خطرناک                 | سانجانا/گیتا/سلما/پارو |                        |                                                                                               |
| ۲۰۱۳ | فیلم ناطق بمبئی            | حضور افتخاری           |                        |                                                                                               |
| ۲۰۱۸ | زیرو                       | حضور افتخاری           |                        |                                                                                               |
| ۲۰۲۴ | قتل مبارک                  |                        |                        |                                                                                               |